# Henrik III. Limburški
Henrik III. Limburški (tudi ~ Starejši) * 1131, † 21. junij 1221, opatija Rolduc
Henrik III. Limburški je bil sin Henrika II. Limburškega in Matilde Saffenberške. Leta 1167 je nasledil očeta kot limburški vojvoda.
Leta 1172 se je bojeval proti luksemburškemu grofu Henriku I. Namurskemu in nato njegovemu zavezniku Baldvinu V. Hainautskemu. Območje okoli Arlona je bilo uničeno in Henrik III., ki je bil poražen, je moral plačati odškodnino luksemburškemu grofu Henriku I.
Pri volitvah za trierskega nadškofa leta 1183 je proti volji cesarja Friderika I. Barbarosse podprl Folmarja Kardenskega.
Henrik III. je s svojim drugim sinom Walranom III., kasnejšim njegovim naslednikom, leta 1189 sodeloval v tretji križarski vojni. Potovali so ločeno od vojske cesarja Friderika I. in se pridružili vojski Riharda I. Levjesrčnega Angleškega v Sveti deželi.
Za oblast nad župnijo Sint-Truiden se je boril proti svojemu bratrancu Henriku I. Brabantskemu, ki je to območje zahteval kot del materine dote. Vojna se je končala leta 1191, ko je grof Limburški postal vazal grofa Brabantskega.
V svojih zadnjih letih je podpiral cesarja Otona IV. proti Filipu Švabskemu za nemško krono. Leta 1214 je sodeloval v bitki pri Bouvinesu.

## Poroke in otroci
Hendrik se je poročil s Sofijo Saarbrückensko (±1132 – po 1214), hčerko Simona I. Saarbrückna in Matilde Sponheimske. Henrikovi otroci (tudi pastorki) so bili:
- Henrik Wassenberški (ok. 1151 – 4. december 1214), poročen s Sofijo Geldersko
- Walran III. Limburški (okoli 1170 – 2. julij 1226), luksemburški grof in gospod Monschaua in La Rocheja  poročen z Ermesindo II. Namursko
- Friderik Lummenski (– ok. 1212), poročen z N. van Lummensko
- Gerhard I. Wassenberški-Horneški (– december 1225) in morda Horneški (ali pa je bilo to ime gradu v Herveju ?), poročen z Beatriks Meerheimsko blizu Kölna. Zdi se, da dokumenti kažejo, da je bil Gerhard Henrikov pastorek, z drugimi besedami iz prejšnjega Sofijinega zakona.[5]
- Simon Limburški (ok. 1177 – Rim, 1. avgust 1196), škof v Liègu
- Juta Limburška (– 8. februar), poročena z Gosewijnom IV. Valkenburškim
- Matilda Limburška (– po 1202)
- Isolda Limburška (– 2. marec 1224), poročena z Dirkom I. Valkenburškim. Ni gotovo, ali je Izolda hči Henrika III.
- Makarij (– po 23. maju 1226), verjetno nezakonski sin